# Малая Горка (Нюксенский район)
Малая Горка — деревня в Нюксенском районе Вологодской области.
Входит в состав Городищенского сельского поселения (с 1 января 2006 года по 8 апреля 2009 года входила в Брусноволовское сельское поселение), с точки зрения административно-территориального деления — в Брусноволовский сельсовет.
Расстояние до районного центра Нюксеницы по автодороге — 56,5 км, до центра муниципального образования Городищны по прямой — 15 км. Ближайшие населённые пункты — Дор, Суровцево, Брусноволовский Погост, Слекишино, Костинская, Большая Горка, Низовки.
По переписи 2002 года население — 57 человек (23 мужчины, 34 женщины). Всё население — русские.